# Spacetoon
Spacetoon (arab. ‏سبيستون‎) – kanał telewizyjny adresowany do dzieci. Został uruchomiony w 2000 roku. Siedziba Spacetoon International mieści się w Dubaju.
W 2005 roku powstała indonezyjska wersja kanału, a w 2010 roku stacja została wprowadzona na rynek ukraiński.
Od 2011 stacja posiada swój kanał na platformie YouTube, na którym regularnie publikuje filmy. Kanał w 2023 miał ponad 9 milionów subskrybentów i ponad 3 miliardy wyświetleń.